# Patrick O’Sullivan
Patrick O’Sullivan (* 1. Februar 1985 in Toronto, Ontario) ist ein ehemaliger US-amerikanisch-kanadischer Eishockeyspieler, der im Verlauf seiner aktiven Karriere zwischen  und  unter anderem 334 Spiele für die Los Angeles Kings, Edmonton Oilers, Carolina Hurricanes, Minnesota Wild und Phoenix Coyotes in der National Hockey League (NHL) auf der Position des Centers bestritten hat. Seine größten Erfolge feierte O’Sullivan im Nachwuchsbereich, wo er mit den Nationalmannschaften der Vereinigten Staaten U18- und U20-Weltmeister wurde.

## Karriere

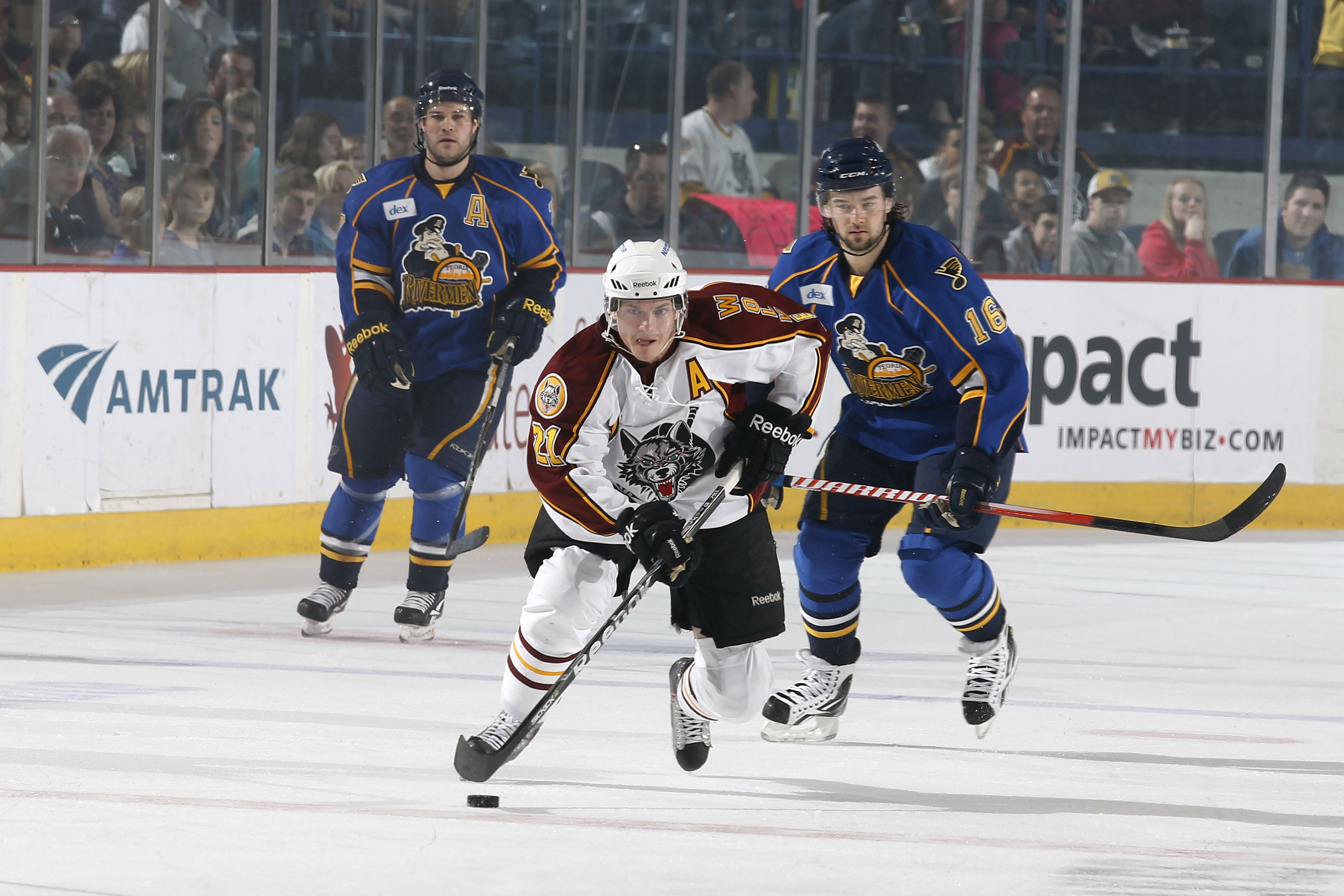
Kevin Doell und O’Sullivan (blaues Trikot)

O’Sullivan, der bei einem Urlaub seiner Eltern in der kanadischen Metropole Toronto zur Welt kam und in Winston-Salem im US-Bundesstaat North Carolina aufwuchs, begann seine Karriere als Eishockeyspieler in der Mannschaft des USA Hockey National Team Development Program, für die er in der Saison 2000/01 in der North American Hockey League aktiv war. Anschließend spielte er vier Jahre lang für die Mississauga IceDogs in der Ontario Hockey League. In dieser Zeit wurde er im NHL Entry Draft 2003 in der zweiten Runde als insgesamt 56. Spieler von den Minnesota Wild ausgewählt, für die er allerdings nie spielte.
Nachdem der Angreifer eine Spielzeit lang für deren Farmteam, die Houston Aeros aus der American Hockey League, auf dem Eis stand, gaben die Minnesota Wild den Spieler am 24. Juni 2006 zusammen mit einem Erstrunden-Wahlrecht im Tausch für den slowakischen Angreifer Pavol Demitra an die Los Angeles Kings ab, für die er die folgenden drei Jahre in der National Hockey League spielte. Von den Kings wurde O’Sullivan kurz vor der Trade Deadline in der Saison 2008/09 zunächst für Justin Williams zu den Carolina Hurricanes transferiert, die ihn noch am gleichen Tag im Austausch für Erik Cole zu den Edmonton Oilers schickten.
Nachdem er am 30. Juni 2010 im Austausch für Jim Vandermeer von den Phoenix Coyotes verpflichtet worden war, zahlten diese seinen Vertrag aus. So unterzeichnete O’Sullivan im September 2010 einen auf ein Jahr befristeten Vertrag bei den Carolina Hurricanes. Zwei Monate später wurde er von den Hurricanes auf die Waiver-Liste gesetzt und von der Minnesota Wild ausgewählt. Dort kam er sowohl für die Wild in der NHL als auch deren Farmteam, die Houston Aeros aus der AHL, zum Einsatz. Im August 2011 verpflichteten ihn schließlich erneut die Phoenix Coyotes. Von September bis Oktober 2012 war der Flügelstürmer für den finnischen Erstligisten Helsingfors IFK aktiv. Nach acht Einsätzen für den finnischen Klub beendete der Stürmer im Anschluss im Alter von 27 Jahren seine aktive Karriere.

### International
Für die USA nahm O’Sullivan an der U18-Junioren-Weltmeisterschaft 2002, sowie den U20-Junioren-Weltmeisterschaften 2003, 2004 und 2005 teil. Des Weiteren stand er im Aufgebot der USA bei den Weltmeisterschaften 2006, 2008 und 2009.

## Erfolge und Auszeichnungen
| - 2001 NAHL First All-Rookie Team - 2001 Jack Ferguson Award - 2002 Emms Family Award - 2002 OHL Second All-Rookie-Team - 2002 CHL Rookie of the Year - 2002 CHL All-Rookie Team | - 2003 Teilnahme am CHL Top Prospects Game - 2006 Teilnahme am AHL All-Star Classic - 2006 AHL All-Rookie Team - 2006 Dudley „Red“ Garrett Memorial Award - 2011 AHL-Spieler des Monats Februar |

### International
- 2001 Goldmedaille bei der World U-17 Hockey Challenge
- 2002 Goldmedaille bei der U18-Junioren-Weltmeisterschaft
- 2004 Goldmedaille bei der U20-Junioren-Weltmeisterschaft

## Karrierestatistik

### International
Vertrat die USA bei:
| - World U-17 Hockey Challenge 2001 - U18-Junioren-Weltmeisterschaft 2002 - U20-Junioren-Weltmeisterschaft 2003 - U20-Junioren-Weltmeisterschaft 2004 | - U20-Junioren-Weltmeisterschaft 2005 - Weltmeisterschaft 2006 - Weltmeisterschaft 2008 - Weltmeisterschaft 2009 |

(Legende zur Spielerstatistik: Sp oder GP = absolvierte Spiele; T oder G = erzielte Tore; V oder A = erzielte Assists; Pkt oder Pts = erzielte Scorerpunkte; SM oder PIM = erhaltene Strafminuten; +/− = Plus/Minus-Bilanz; PP = erzielte Überzahltore; SH = erzielte Unterzahltore; GW = erzielte Siegtore; 1 Play-downs/Relegation; Kursiv: Statistik nicht vollständig)